# 100 dni do matury
100 dni do matury – debiutancki album studyjny polskiego rapera Maty. Wydawnictwo ukazało się 18 stycznia 2020 roku nakładem wytwórni muzycznej SBM Label. Album zadebiutował na 1. miejscu polskiej listy sprzedażowej OLiS, uzyskując później certyfikat czterokrotnie platynowej płyty, a w czerwcu 2022 – diamentowej.
Album był najczęściej odsłuchiwaną płytą polskiego artysty na platformie streamingowej Spotify w 2020 oraz 5 w 2021 i 10. najczęściej kupowaną płytą w Polsce w 2020 oraz 27 w 2021.

## Odbiór
Album został opisany przez recenzentów jako „przyzwoity krążek, z naprawdę dobrymi momentami”.
Jarek Szubrycht na łamach „Gazety Wyborczej” stwierdził, że 100 dni do matury to „udany debiut” i zauważył, że to: „Nie tyle portret pokolenia, ile opis uniwersalnego dla nas wszystkich czasu przejścia z dzieciństwa w dorosłość. (…) Sentymentalna podróż w chaotyczny czas przepoczwarzania się gąsienicy z tornistrem w motyla z teczką (albo rapera, który tę teczkę odrzucił)”.
Mniej entuzjastycznie pisał Bartek Chaciński na łamach „Polityki”: „Fakt, że rozciągnięty opis transakcji i konsumpcji wypełnia autorowi pół utworu, sugeruje, że może jednak nie tak dużo tego materiału uzbierał przez te wszystkie szkolne lata, odkąd »zaczął tu robić te rapy« w wieku lat 12”. Niektórzy krytycy stwierdzili, że płyta jest nierówna pod względem prezentowanej jakości.
Recenzenci muzyczni zwrócili uwagę na obecną w tekstach autoironię Maty, jego „językową sprawność”, „dojrzałość w myśleniu o języku”, „uczniowską, momentami demonstracyjnie naiwną perspektywę”, „umiejętność obserwacji i naiwną wrażliwość na otaczający świat” oraz „niezłą technikę i szerokie zainteresowania, co słychać w podkładach, rozpiętych szeroko między starą a nową szkołą hip-hopu”. Wskazywali na zauważalne na płycie wpływy Taco Hemingwaya.
Twórczość Maty została poddana krytyce o zabarwieniu klasowym. Monika Ochędowska na łamach „Tygodnika Powszechnego” pisała: „Czuję zakłopotanie obserwując, jak media społecznościowe pochylają się z naiwną troską nawet nie nad stylem życia swoich (symbolizowanych przez Matę i jego kolegów) dzieci, ale przede wszystkim nad sobą („Ach, gdzie popełniliśmy błąd”), podczas gdy setki rówieśników Matczaka od lat rymują o domowej przemocy, patologii podwórek, ucieczce w narkotyki. Najwyraźniej dotąd nie były to dzieci „nasze”. A jazz dla rapu porzucamy tylko, gdy reprezentuje go ktoś w białej koszuli i płaszczu marki Bytom”.

## Lista utworów
Opracowano na podstawie materiału źródłowego.
| 1.  | „Intro (do nauki)” (gośc. Krzysztof Kowalewski) | 0:40    |
|     |                                                 |         |
| 2.  | „Biblioteka Trap”                               | 3:36    |
|     |                                                 |         |
| 3.  | „Piszę to na matmie” (oraz Moo Latte)           | 4:17    |
|     |                                                 |         |
| 4.  | „Konkubinat” (gośc. prof. Jerzy Bralczyk)       | 3:48    |
|     |                                                 |         |
| 5.  | „Homo ludens”                                   | 3:22    |
|     |                                                 |         |
| 6.  | „Cafe PRL”                                      | 3:28    |
|     |                                                 |         |
| 7.  | „Tango” (oraz DJ Flip)                          | 3:13    |
|     |                                                 |         |
| 8.  | „Patointeligencja”                              | 4:17    |
|     |                                                 |         |
| 9.  | „Halellujah (Cover)”                            | 1:35    |
|     |                                                 |         |
| 10. | „Żółte flamastry i grube katechetki”            | 4:16    |
|     |                                                 |         |
| 11. | „Mata Montana”                                  | 3:22    |
|     |                                                 |         |
| 12. | „Lezore”                                        | 4:16    |
|     |                                                 |         |
| 13. | „Wino Sangrita (s01e01)”                        | 4:55    |
|     |                                                 |         |
| 14. | „Nero”                                          | 3:18    |
|     |                                                 |         |
| 15. | „Gombao 33” (gośc. Wyguś, Szczepan, Adam)       | 5:40    |
|     |                                                 |         |
| 16. | „100 dni do matury”                             | 5:02    |
|     |                                                 |         |
| 17. | „Schodki”                                       | 3:56    |
|     |                                                 |         |
| 18. | „Prawy do lewego”                               | 3:50    |
|     |                                                 |         |
|     |                                                 | 1:06:51 |
|     |                                                 |         |

## Nagrody i nominacje
| Rok  | Kategoria                         | Nagroda                          | Rezultat   |
| ---- | --------------------------------- | -------------------------------- | ---------- |
| 2020 | Najpopularniejsze albumy w Polsce | Statystyki Spotify 2020          | Wygrana    |
| 2021 | Wydanie roku (publiczność)        | Popkillery 2021                  | Wygrana    |
| 2021 | Album roku (gremium)              | Popkillery 2021                  | Nominacja  |
| 2021 | Album roku (publiczność)          | Popkillery 2021                  | Wygrana    |
| 2021 | Album roku hip-hop                | Fryderyki 2021                   | Wygrana    |
| 2021 | Album roku                        | Lech Polish Hip-Hop Music Awards | Nominacja  |
| 2021 | Debiut roku                       | Lech Polish Hip-Hop Music Awards | Wygrana    |
| 2021 | Najpopularniejsze albumy w Polsce | Statystyki Spotify 2021          | 5. miejsce |

## Sprzedaż

### Pozycje w notowaniach OLiS
OLiS jest ogólnopolskim notowaniem, tworzonym przez agencję TNS Polska na podstawie sprzedaży albumów muzycznych na nośnikach fizycznych (nie uwzględnia zatem informacji o pobraniach w formacie digital download czy odtworzeniach w serwisach streamingowych).
| Tydzień | 1       | 2      | 3      | 4      | 5      | 6      | 7      | 8      | 9      | 10     | 11     | 12     | 13     | 14     | 15      | 16      |
| ------- | ------- | ------ | ------ | ------ | ------ | ------ | ------ | ------ | ------ | ------ | ------ | ------ | ------ | ------ | ------- | ------- |
| Pozycja | 1       | 4      | 4      | 3      | 8      | 10     | 9      | 11     | 16     | 23     | 26     | 17     | 11     | 12     | 13      | 10      |
| Źródło  | [ 22 ]  | [ 23 ] | [ 24 ] | [ 25 ] | [ 26 ] | [ 27 ] | [ 28 ] | [ 29 ] | [ 30 ] | [ 31 ] | [ 32 ] | [ 33 ] | [ 34 ] | [ 35 ] | [ 36 ]  | [ 37 ]  |
| Tydzień | 17      | 18     | 19     | 20     | 21     | 22     | 23     | 24     | 25     | 26     | 27     | 28     | 29     | 30     | 31      | 32      |
| Pozycja | 13      | 19     | 23     | 19     | 15     | 19     | 26     | 15     | 16     | 13     | 8      | 11     | 14     | 3      | 14      | 8       |
| Źródło  | [ 38 ]  | [ 39 ] | [ 40 ] | [ 41 ] | [ 42 ] | [ 43 ] | [ 44 ] | [ 45 ] | [ 46 ] | [ 47 ] | [ 48 ] | [ 49 ] | [ 50 ] | [ 51 ] | [ 52 ]  | [ 53 ]  |
| Tydzień | 33      | 34     | 35     | 36     | 37     | 38     | 39     | 40     | 41     | 42     | 43     | 44     | 45     | 46     | 47      | 48      |
| Pozycja | 18      | 24     | 20     | 23     | 23     | 20     | 22     | 33     | 39     | 47     | 13     | 49     | 50     | 45     | 40      | 37      |
| Źródło  | [ 54 ]  | [ 55 ] | [ 56 ] | [ 57 ] | [ 58 ] | [ 59 ] | [ 60 ] | [ 61 ] | [ 62 ] | [ 63 ] | [ 64 ] | [ 65 ] | [ 66 ] | [ 67 ] | [ 68 ]  | [ 69 ]  |
| Tydzień | 49      | 50     | 51     | 52     | 53     | 54     | 55     | 56     | 57     | 58     | 59     | 60     | 61     | 62     | 63      | 64      |
| Pozycja | 35      | 36     | 36     | 44     | 28     | 43     | 46     | 49     | 36     | 43     | 35     | 41     | 34     | 36     | 28      | 24      |
| Źródło  | [ 70 ]  | [ 71 ] | [ 72 ] | [ 73 ] | [ 74 ] | [ 75 ] | [ 76 ] | [ 77 ] | [ 78 ] | [ 79 ] | [ 80 ] | [ 81 ] | [ 82 ] | [ 83 ] | [ 84 ]  | [ 85 ]  |
| Tydzień | 65      | 66     | 67     | 68     | 69     | 70     | 71     | 72     | 73     | 74     | 75     | 76     | 77     | 78     | 79      | 80      |
| Pozycja | 27      | 27     | 27     | 31     | 9      | 13     | 5      | 16     | 17     | 20     | 19     | 20     | 23     | 35     | 29      | 33      |
| Źródło  | [ 86 ]  | [ 87 ] | [ 88 ] | [ 89 ] | [ 90 ] | [ 91 ] | [ 92 ] | [ 93 ] | [ 94 ] | [ 95 ] | [ 96 ] | [ 97 ] | [ 98 ] | [ 99 ] | [ 100 ] | [ 101 ] |
| Tydzień | 81      |        |        |        |        |        |        |        |        |        |        |        |        |        |         |         |
| Pozycja | 48      |        |        |        |        |        |        |        |        |        |        |        |        |        |         |         |
| Źródło  | [ 102 ] |        |        |        |        |        |        |        |        |        |        |        |        |        |         |         |

| Miesiąc          | Pozycja |
| ---------------- | ------- |
| Styczeń 2020     | 1       |
| Luty 2020        | 8       |
| Sierpień 2020    | 9       |
| Październik 2021 | 8       |

| Rok  | Pozycja |
| ---- | ------- |
| 2020 | 10      |
| 2021 | 27      |

### Certyfikaty i sprzedaż
| Data             | Certyfikat ZPAV    | Sprzedaż |
| ---------------- | ------------------ | -------- |
| 8 kwietnia 2020  | złota płyta        | 15 000+  |
| 3 czerwca 2020   | platynowa płyta    | 30 000+  |
| 24 września 2020 | 2× platynowa płyta | 60 000+  |
| 10 lutego 2021   | 3× platynowa płyta | 90 000+  |
| 29 września 2021 | 4× platynowa płyta | 120 000+ |
| 8 czerwca 2022   | diamentowa płyta   | 150 000+ |